# Hulqus zelandicus
Hulqus zelandicus är en rundmaskart som beskrevs av Ahmad, Sturhan och Wim M. Wouts 2003. Hulqus zelandicus ingår i släktet Hulqus och familjen Qudsianematidae. Inga underarter finns listade i Catalogue of Life.